# Juliusz Dzieduszycki
Juliusz Maria Dzieduszycki (ur. 8 kwietnia 1882 we Lwowie, zm. 18 stycznia 1944 w Odernem koło Uścia Ruskiego (obecnie Uście Gorlickie)) – polski hrabia, prawnik, dyplomata II Rzeczypospolitej.

## Życiorys
Pochodził z hrabiowskiej rodziny ziemiańskiej, praprawnuk Waleriana, prawnuk Ludwika Benedykta, wnuk Edwarda Juliana. Urodził się jako trzecie spośród pięciorga dzieci Michała i Julii ze Skrzyńskich h. Zaremba. Ukończył studia na Wydziale Prawa i Administracji Uniwersytetu Jagiellońskiego w Krakowie i podjął pracę w Namiestnictwie Galicji – jako praktykant (1909-1911), koncypient (1911-1915) i komisarz powiatowy (1916-1918).
Po odzyskaniu niepodległości przez Polskę, 1 maja 1919 wstąpił do służby dyplomatycznej II Rzeczypospolitej. Pracę w Ministerstwie Spraw Zagranicznych rozpoczął początkowo jako referent (do 1 X 1919), następnie starszy referent – inspektor biurowości w Wydziale Prezydialnym MSZ. Od 1 kwietnia 1920 konsul w Konsulacie Generalnym RP w Nowym Jorku. Przeniesiony do Konstantynopola, gdzie od 15 lutego 1922 był kierownikiem wydziału konsularnego Delegacji RP przy Porcie Osmańskiej, a od 1923 Republice Tureckiej.
15 czerwca 1926 przeniesiony do centrali MSZ w Warszawie, został kierownikiem Wydziału Osobowego. Funkcję tę sprawował do 16 maja 1928, gdy został Chargé d’affaires RP w Egipcie. 31 grudnia 1932 odwołany z Kairu i następnego dnia przeniesiony w stan nieczynny, a po upływie pół roku (1 lipca 1933) w stan spoczynku.
Podczas okupacji niemieckiej wysiedlony z poznańskiego przebywał w Jasionowie u Amelii Dzieduszyckiej. Po jej śmierci latem 1942 r.  przeniósł się do synów swojego brata Tadeusza (Stanisława i Andrzeja), do majątku w Uściu Ruskim (obecnie Uście Gorlickie). Zmarł w Odernem 18 stycznia 1944 r. i został pochowany na rzymskokatolickim cmentarzu w tej miejscowości.
Dnia 2 listopada 1930 roku wziął udział w koronacji cesarza Hajle Syllasje I w katedrze św. Jerzego w Addis Abebie jako przedstawiciel Rzeczypospolitej.
W 1932 został odznaczony etiopską Wielką Wstęgą Orderu Gwiazdy.